# Giuseppe Betori
Giuseppe Betori (Foligno, 25. veljače 1947.) talijanski je prelat Katoličke Crkve koji je bio nadbiskup Firence od 2008. do 2024. godine. Biskupom je postao 2001. godine kada je imenovan generalnim tajnikom Talijanske biskupske konferencije (CEI), a tu je dužnost obnašao do 2008. godine.
Papa Benedikt XVI. je 6. siječnja 2012. objavio da planira Betorija imenovati kardinalom, a Betori je 18. veljače postao kardinalom-svećenikom San Marcella.